# Lukas Studer (Unihockeytrainer)
Lukas Studer ist ein Schweizer Unihockeytrainer, welcher bis 2018 die Damenmannschaft des UHC Waldkirch-St. Gallen trainierte.

## Karriere
Nach dem Rücktritt von Markus Riesen als Trainer der Damenmannschaft des UHC Waldkirch-St. Gallen übernahm Studer zusammen mit Nivin Anthony die erste Mannschaft. In ihrer ersten Saison erreichten die Damen den siebten Schlussrang. Damit mussten die Damen gegen den UHC Zugerland in den Playouts antreten. Durch den freiwilligen Abstieg des UHC Zugerlands aus der Nationalliga B konnten sie die Klasse halten. Bereits während der ersten Saison nahmen die beiden erste Veränderungen an der taktischen Ausrichtung vor. In der Saison 2016/17 trugen die Anpassungen Früchte. Am Ende der regulären Saison standen sie auf dem ersten Rang. In den Playoffs unterlag man erst im Final an Unihockey Berner Oberland, stieg aufgrund der Ligaaufstockung der Nationalliga A trotzdem in das Oberhaus auf.